# Rataje nad Sázavou zastávka
całokształt zagadnienia sprowadza się w obecnej formie do niewiadomej co do poziomu praktycznego wykorzystania wirtualnej pozycji „przystankowej” w rozkładzie jazdy;

zawartość artykułu stanowi przy tym w znacznej części wątpliwy co do informacyjnej produktywności, zwodniczy opis tego czego na przystanku nie ma, nie wspominając co tam w praktyce właściwie encyklopedycznie istotnego jest/było/kiedy; przy obecnym stanie treści jedyną logiczną możliwość przedostania się na drugą stronę toru bez popadania w konflikt z prawem stanowi najwyraźniej jedynie helikopter;

Rataje nad Sázavou zastávka – przystanek kolejowy w miejscowości Rataje nad Sázavou, w kraju środkowoczeskim, w Czechach. Znajduje się na wysokości 310 m n.p.m. Położony jest na zachód od innego przystanku Rataje nad Sázavou.
Jest zarządzany przez Správę železnic. Na przystanku nie ma możliwości zakupu biletu, a obsługa podróżnych odbywa się w pociągu.

## Linie kolejowe
- 212 Čerčany – Světlá nad Sázavou